# Daewoo Nexia
Der Daewoo Nexia ist ein PKW-Modell der koreanischen Automarke GM Daewoo und basiert grundsätzlich auf dem von Opel entwickelten Kadett E. Er war als drei- und fünftüriges Schrägheck-Modell sowie als viertürige Stufenheck-Version erhältlich und wurde von 1994 (in Deutschland ab 1995) bis 1997 angeboten. In Usbekistan wird der Daewoo Nexia, seit 2008 in überarbeiteter Form, noch weiter produziert; Hersteller ist die Uz-DaewooAvto. Kurze Zeit gab es den Nexia dort auch im Badge-Engineering als Chevrolet.
In anderen Ländern, unter anderem in Indien, Rumänien, Iran und Neuseeland, wurde er als Daewoo Cielo verkauft, in Chile als Daewoo Pointer. In Thailand dagegen trug er den Namen Daewoo Heaven. In Südkorea vermarktete man das Modell als Daewoo Super Racer. Der Daewoo Nexia ist wiederum eine Modellpflege des Daewoo Racer.
Die Karosserie wurde im Laufe der Zeit mehrfach optimiert. Das Ursprungsmodell unterschied sich vom Opel Kadett E nur in Details, je nach Verkaufsland. Zum Beispiel wurde der Daewoo Racer in den USA und Kanada als Pontiac LeMans angeboten. Die optischen Unterschiede waren zusätzliche Frontblinker im Stoßfänger, rote Heckleuchten, Pontiac-Logo auf dem Kühlergrill und auf der schwarzen Heckblende sowie die typischen Seitenmarkierungsleuchten.
Die Karosserie des Daewoo Nexia ist weitgehend baugleich mit der des Opel Kadett E. Unterschiede zum Kadett liegen in der Gestaltung von Heck, Front sowie Türgriffen, andere Außenspiegel (ab Facelift), Tankklappe auch beim Fließheck, Tankklappenfernentriegelung und sonstige kleinere Anbauteile. Ebenso unterscheiden sich die hinteren Türen des Nexia Fünftürer von denen des Kadett E, da hier zur besseren Rundumsicht das hintere Seitenfenster des Racer beibehalten wurde.
Als Motoren kamen zwei 1,5-Liter und ein 1,8-Liter zum Einsatz; der 1.8 wurde in Deutschland nicht angeboten. Der 1,5-Liter-8-Ventiler hatte 55 kW (75 PS), der 16V lieferte 66 kW (90 PS) und der 1,8-Liter leistete 74 kW (101 PS). In Deutschland wurde der Nexia bis Baujahr 1996 mit der Schadstoffklasse E2 ausgeliefert. Ab dem Modelljahr 1997 erfüllten diese durch Nachrüstung eines AGR-Ventils, eines angepassten Steuergeräts und eines zweiten Resonanzkastens im Ansaugtrakt (zur Dämpfung des Ansauggeräuschs) die Euro-2-Norm.
Zur Wahl stand ein 5-Gang-Schaltgetriebe mit hydraulischer Kupplung oder ein 4-Stufen-Automatikgetriebe, das auch im Astra F verbaut wurde. Ansonsten ist die Kraftübertragung und Gangabstufung die gleiche wie beim F13CR- und F16CR-Getriebe von Opel.
Im Laufe der Zeit gab es leichte Modifikationen am äußeren Erscheinungsbild. Die vom Kadett GSI bekannten Kunststoffecken (gelochte Version) des Dreitürers wurden Anfang 1996 von glatten, winkelgeschlitzten abgelöst. Im gleichen Zuge wurden die alten Seitenspiegel durch neue ersetzt und die runden Seitenblinker überarbeitet. Die inneren Türöffner des Dreitürers waren nun nicht mehr eckig, sondern rund. Man kann also von einem „kleinen Facelift“ sprechen. Grundlegend gab es die Ausstattungen GL/GTX (Fließheck 8V/16V) und GLE/GLX (Stufenheck 8V/16V). Sondermodelle hießen Junior, Sportiv, Fantasy, Cool und Royal.
Heutzutage wird der Nexia noch in Indien und Usbekistan gefertigt. In Usbekistan hat man 2008 begonnen, den Nachfolger zu bauen. Der Nexia 2 (N150) basiert noch immer auf dem Nexia (N100) bzw. Opel Kadett, der für 15 Mio. US$ überarbeitet wurde. Die Motoren erfüllen die Euro-3-Norm und stammen aus dem Lanos.
Zum Stichtag 1. Januar 2022 waren in Deutschland laut KBA noch 205 Daewoo Nexia angemeldet.

Karosserieversionen
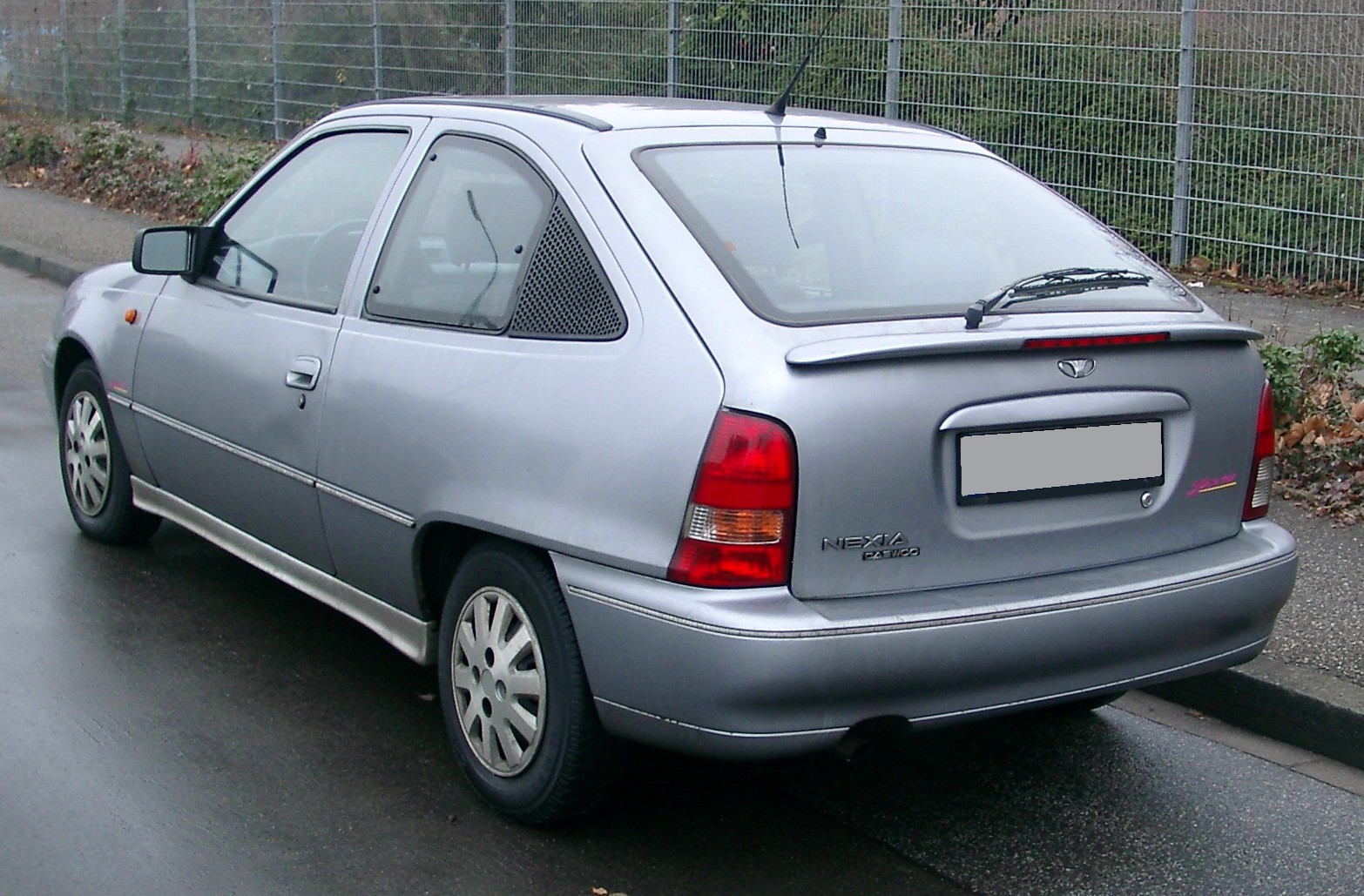
Heck des Nexia Dreitürer
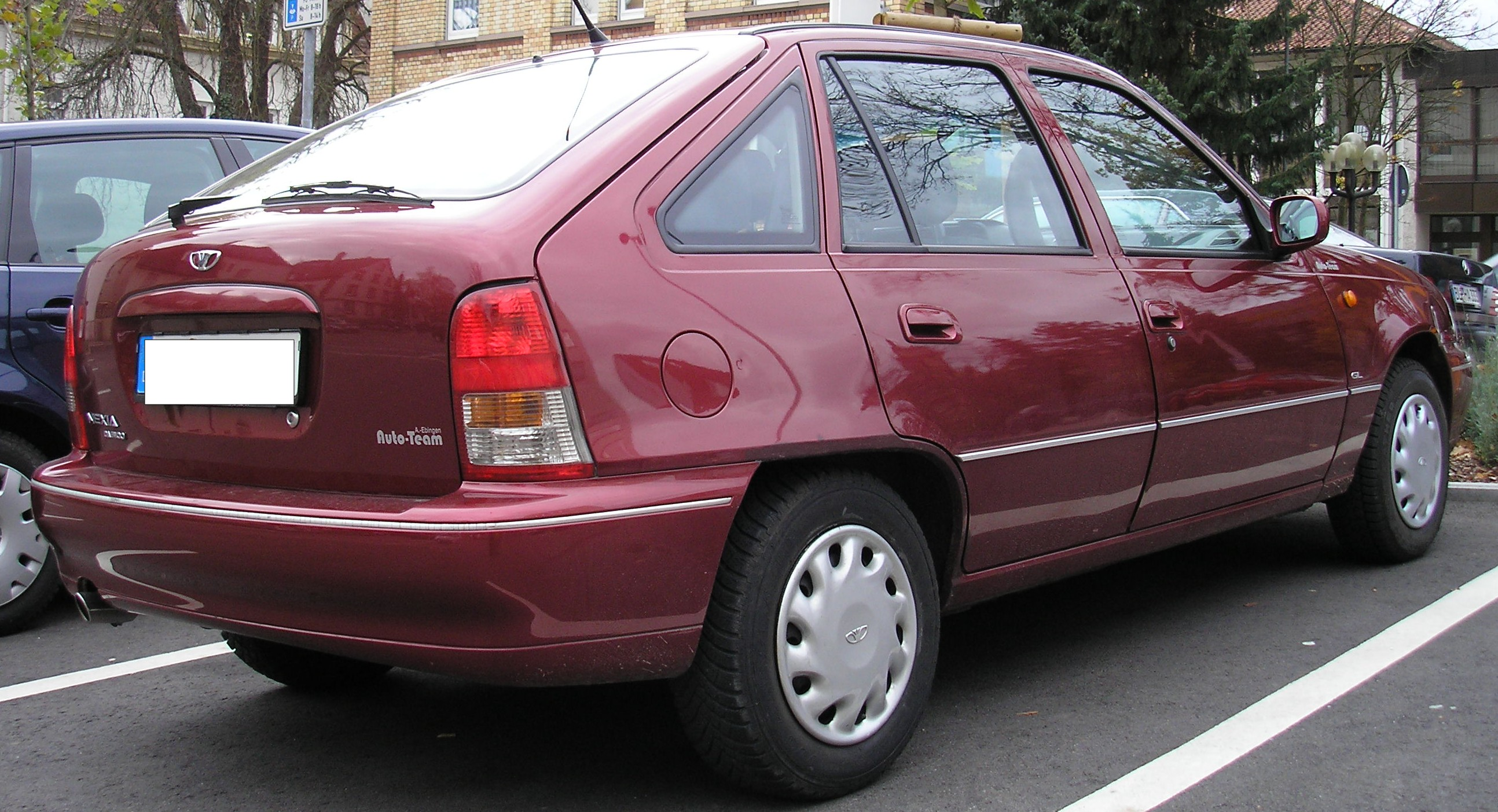
Daewoo Nexia Fünftürer
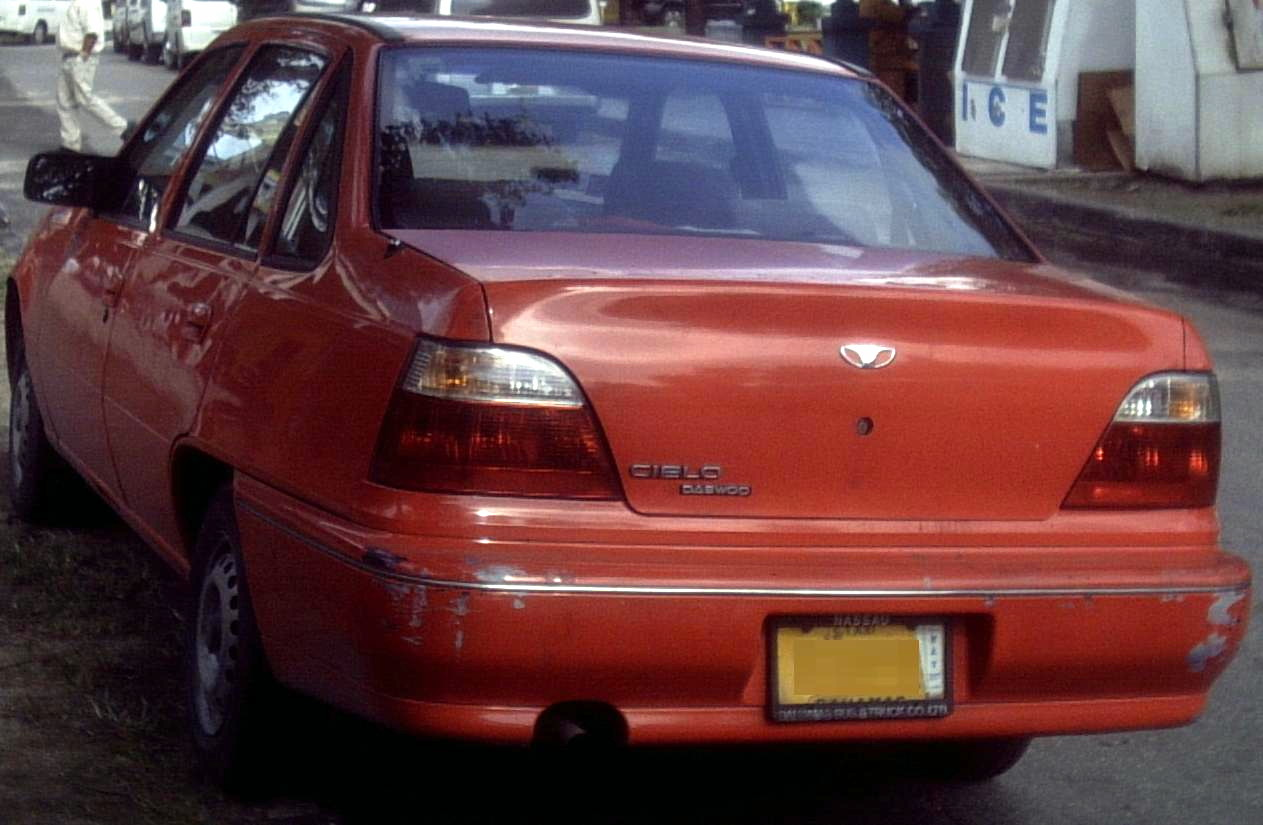
Daewoo Nexia Stufenheck

## Technische Daten (Usbekistan)
|                                             | SOHC                  | DOHC                  |
| Bauzeitraum                                 | seit 2008             | seit 2008             |
| Motorkenndaten                              |                       |                       |
| Motortyp                                    | R4-Ottomotor          | R4-Ottomotor          |
| Hubraum                                     | 1498 cm³              | 1598 cm³              |
| max. Leistung bei min−1                     | 59 kW (80 PS) / 5600  | 80 kW (109 PS) / 5800 |
| max. Drehmoment bei min−1                   | 123 Nm / 3200         | 150 Nm / 4000         |
| Kraftübertragung                            |                       |                       |
| Antrieb                                     | Vorderradantrieb      | Vorderradantrieb      |
| Getriebe, serienmäßig                       | 5-Gang-Schaltgetriebe | 5-Gang-Schaltgetriebe |
| Messwerte                                   |                       |                       |
| Höchstgeschwindigkeit                       | 175 km/h              | 185 km/h              |
| Beschleunigung, 0–100 km/h                  | 12,5 s                | 11,0 s                |
| Leergewicht                                 | 969 kg                | 1025 kg               |
| Kraftstoffverbrauch auf 100 km (kombiniert) | 7,7 l Super           | 8,5 l Super           |